# Perwolfing (Runding)

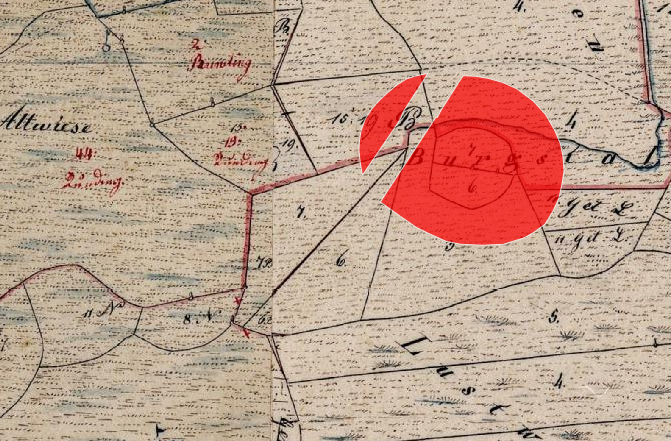
Lageplan von Turmhügel Perwolfing auf dem Urkataster von Bayern

Perwolfing ist ein Gemeindeteil der Gemeinde Runding im Landkreis Cham des Regierungsbezirks Oberpfalz im Freistaat Bayern.

## Geografie
Perwolfing liegt in der Cham-Further Senke 2 Kilometer nordwestlich von Runding und 700 Meter südöstlich der Bundesstraße 20. 
1 Kilometer nordwestlich von Perwolfing fließt der Chamb Richtung Südwesten dem Regen zu, in den er 4 Kilometer westlich von Perwolfing mündet. Der Regen fließt 2 Kilometer südwestlich von Perwolfing in Richtung Nordwesten.
1 Kilometer nordwestlich von Perwolfing verläuft die Bahnstrecke Schwandorf–Furth im Wald. Nächster Haltepunkt auf dieser Strecke ist Kothmaißling 2 Kilometer nördlich von Perwolfing.
1 Kilometer südwestlich von Perwolfing verläuft die Bahnstrecke Cham–Bad Kötzting. Nächster Haltepunkt auf dieser Strecke ist Cham-Schwedenschanze 3 Kilometer westlich von Perwolfing.
Nordöstlich von Perwolfing erhebt sich der 440 Meter hohe Blauberg.

## Geschichte
Bereits im 11. Jahrhundert gab es in Perwolfing eine Burg, die jedoch schon im 13. Jahrhundert verfiel. Perwolfing wurde im 15. Jahrhundert erstmals schriftlich erwähnt.
Perwolfing hatte 1752 6 Anwesen, darunter ein Gemeinde-Hüthaus. Die Eigentümer hießen Schwägerl, Moser, Löb, Huber.
1808 wurde die Verordnung über das allgemeine Steuerprovisorium erlassen. Mit ihr wurde das Steuerwesen in Bayern neu geordnet und es wurden Steuerdistrikte gebildet. Dabei kam Perwolfing zum Steuerdistrikt Niederrunding. Der Steuerdistrikt Niederrunding umfasste die Orte Niederrunding, Göttling, Langwitz, Öd, Perwolfing und Satzdorf.
1821 wurden im Landgericht Cham Gemeinden gebildet. Aus dem Steuerdistrikt Niederrunding ging die Gemeinde Niederrunding hervor. Die Gemeinde Niederrunding bestand 1861 aus den Ortschaften Niederrunding, Göttling, Langwitz, Perwolfing und Satzdorf.
Bei der Gebietsreform in Bayern wurde 1972 die Gemeinde Niederrunding in die Gemeinde Runding eingemeindet.
Perwolfing gehört zur Pfarrei Runding. 1997 hatte Perwolfing 119 Katholiken.

## Einwohnerentwicklung ab 1838
| Jahr | Einwohner | Gebäude |
| ---- | --------- | ------- |
| 1838 | 61        | 11      |
| 1861 | 54        | 34      |
| 1871 | 52        | 29      |
| 1885 | 118       | 15      |
| 1900 | 94        | 18      |
| 1913 | 125       | 18      |

| Jahr | Einwohner | Gebäude |
| ---- | --------- | ------- |
| 1925 | 125       | 20      |
| 1950 | 126       | 21      |
| 1961 | 118       | 23      |
| 1970 | 130       | k. A.   |
| 1987 | 119       | 36      |
| 2011 | 121       | k. A.   |

## Denkmalschutz und Tourismus
Das Gebiet von Perwolfing wurde bereits in vorgeschichtlicher Zeit besiedelt. Davon zeugen Siedlungen der Urnenfelderkultur und der Spätlatènezeit nordwestlich von Perwolfing, die als Bodendenkmal mit der Denkmalnummer D-3-6742-0184 ausgezeichnet sind.
Ein weiteres Bodendenkmal ist der Platz westlich von Perwolfing, auf dem die mittelalterliche Turmhügelburg Perwolfing stand. Er hat die Denkmalnummer D-3-6742-0021.
Nordöstlich von Perwolfing befindet sich auf dem Blauberg ein ausgedehnter Granitsteinbruch des Josef Rädlinger Bauunternehmens. Teile des Steinbruchs, die bereits ausgeschöpft wurden, bilden das Geotop Blaubergsee. Es ist unter der Geotop-Nummer 372A014 registriert.